# Бурунди на летних Олимпийских играх 2004
Бурунди принимала участие в Летних Олимпийских играх 2004 года в Афинах (Греция) в третий раз за свою историю, но не завоевала ни одной медали. Сборную страны представляли 5 мужчин и 2 женщины, выступавшие в соревнованиях по лёгкой атлетике и плаванию.

## Лёгкая атлетика
Спортсменов — 5
Мужчины
| Спортсмен            | Вид     | Забег     | Забег | Полуфинал | Полуфинал | Финал          | Финал     |
| Спортсмен            | Вид     | Результат | Место | Результат | Место     | Результат      | Место     |
| -------------------- | ------- | --------- | ----- | --------- | --------- | -------------- | --------- |
| Жан-Патрик Ндувимана | 800 м   | 1.45,38   | 3     | 1.46,15   | 5         | Не прошёл      | Не прошёл |
| Артемон Хатунгимана  | 800 м   | 1.46,35   | 4     | Не прошёл | Не прошёл | Не прошёл      | Не прошёл |
| Жоахим Ншимиримана   | Марафон |           |       |           |           | 2:19.31        | 32        |
| Жан-Поль Гаимбаре    | Марафон |           |       |           |           | не финишировал | -         |

Женщины
| Спортсмен           | Вид    | Забег     | Забег | Финал     | Финал     |
| Спортсмен           | Вид    | Результат | Место | Результат | Место     |
| ------------------- | ------ | --------- | ----- | --------- | --------- |
| Франсин Ниёнизигийе | 5000 м | 17.21,27  | 19    | Не прошла | Не прошла |

## Плавание
Спортсменов — 2
Мужчины
| Спортсмен       | Вид                 | Заплыв    | Заплыв | Полуфинал | Полуфинал | Финал     | Финал     |
| Спортсмен       | Вид                 | Результат | Место  | Результат | Место     | Результат |           |
| --------------- | ------------------- | --------- | ------ | --------- | --------- | --------- | --------- |
| Эмери Нзиюнвира | 100 м вольный стиль | 1.09,40   | 69     | Не прошёл | Не прошёл | Не прошёл | Не прошёл |

Женщины
| Спортсмен          | Вид                 | Заплыв    | Заплыв | Полуфинал | Полуфинал | Финал     | Финал     |
| Спортсмен          | Вид                 | Результат | Место  | Результат | Место     | Результат |           |
| ------------------ | ------------------- | --------- | ------ | --------- | --------- | --------- | --------- |
| Ларисса Инангороре | 100 м вольный стиль | 1.23,90   | 49     | Не прошла | Не прошла | Не прошла | Не прошла |